# Babunovići
Babunovići är en ort i Bosnien och Hercegovina.   Den ligger i entiteten Federationen Bosnien och Hercegovina, i den centrala delen av landet, 100 kilometer norr om huvudstaden Sarajevo. Babunovići ligger 230 meter över havet och antalet invånare är 2 003.
Terrängen runt Babunovići är kuperad österut, men västerut är den platt.Runt Babunovići är det ganska tätbefolkat, med 93 invånare per kvadratkilometer.. Närmaste större samhälle är Srebrenik, 1,2 kilometer öster om Babunovići. 
Omgivningarna runt Babunovići är en mosaik av jordbruksmark och naturlig växtlighet.